# Энглиш, Бертольд
Бертольд Энглиш (нем. Berthold Englisch; 9 июля 1851, Хоценплоц — 19 октября 1897, Вена) — австрийский шахматист. Один из сильнейших в Австрии в конце XIX века. 
Родился в еврейской семье в городке Хоценплоц (сейчас — муниципалитет Особлага на северо-востоке Чехии). 
Большую часть жизни прожил в Вене. Работал биржевым брокером. 
Первого успеха добился в 1879 году, выиграв турнир в Лейпциге (1-й конгресс Германского шахматного союза) — 9½ очков из 11. В 1880-е годы участник многих крупных международных турниров: Вена (1882) — 7-е; Лондон (1883) — 5—7-е; Гамбург (1885) — 2-6-е; Франкфурт-на-Майне (1887) — 7-е места. На зимнем турнире Венского шахматного общества (15 декабря 1895 - 30 апреля 1896) занял 3 место. Сыграл вничью матч с Г. Пильсбери — 2½ : 2½ (1896, +0 −0 =5).
По состоянию здоровья не смог завершить свое выступление в международном турнире в Берлине (1897 г.) и через несколько недель умер.

## Спортивные результаты
| Год       | Город              | Соревнование                                        | +  | − | =  | Результат | Место |
| --------- | ------------------ | --------------------------------------------------- | -- | - | -- | --------- | ----- |
| 1877      | Лейпциг            | 3-й конгресс Центральногерманского шахматного союза | 4  | 5 | 2  | 5 из 11   | 6—8   |
| 1878      | Париж              | Международный турнир                                | 8  | 7 | 7  | 11½ из 22 | 7—8   |
| 1879      | Лейпциг            | 1-й конгресс Германского шахматного союза           | 9  | 1 | 1  | 9½ из 11  | 1     |
| 1880      | Висбаден           | Международный турнир                                | 7  | 0 | 8  | 11 из 15  | 1—3   |
| 1882      | Вена               | Международный турнир                                | 11 | 6 | 17 | 19½ из 34 | 7     |
| 1883      | Лондон             | Международный турнир                                | 14 | 9 | 3  | 15½ из 26 | 5—7   |
| 1885      | Гамбург            | 4-й конгресс Германского шахматного союза           | 10 | 4 | 3  | 11½ из 17 | 2—6   |
| 1887      | Франкфурт-на-Майне | 5-й конгресс Германского шахматного союза           | 8  | 5 | 7  | 11½ из 20 | 7     |
| 1890      | Вена               | Мемориал И. Колиша                                  | 5  | 3 | 7  | 8½ из 15  | 4     |
| 1895/1896 | Вена               | Зимний турнир Венского шахматного общества          | 12 | 4 | 6  | 15 из 22  | 3     |
| 1896      | Вена               | Матч с Г. Пильсбери                                 | 0  | 0 | 5  | 2½ : 2½   |       |
| 1897      | Берлин             | Международный турнир                                | 2  | 9 | 7  | 5½ из 18  | 17—18 |